# Weltverband der Aramäer (Syrer)
Der Weltverband der Aramäer (Syrer) wurde am 16. Juli 1983 in New Jersey, USA gegründet und ist eine weltweit aktive Nichtregierungsorganisation mit Sitz Hengelo in den Niederlanden. Mit ihren Mitgliedsverbänden vertreten sie nach eigenen Angaben das aramäische Volk Weltweit in allen politischen Belangen und Interessen.

## Ziele des WVA
Der Weltverband der Aramäer hat es sich zur Aufgabe gemacht, dem Ruf nachzukommen, die Rechte, die Freiheit und die Gleichheit des aramäischen Volkes zu schützen und zu sichern, das kulturelle Erbe seiner Vorfahren zu schützen und zu fördern, Gerechtigkeit zu gewährleisten und das gesamte Volk und seine Volksgruppen, als international anerkannte aramäische Nation zu vereinen.

## Mitgliedsverbände
Der WVA hat zurzeit 9 aktive Dachverbände, die sich in den jeweiligen Ländern für die Belange und Interessen der Aramäer einsetzten. Außerdem vertreten die Politiker der Dachverbände auch das aramäische Volk gegenüber Regierungschefs, Vertreter von Politik, Wirtschaft, Kultur und stehen ihnen bei Fragen zur Verfügung.

### Liste der derzeitigen Mitgliedsverbände
- Syriac Federation of Sweden
- Syriac Association of Australia
- Aramaic American Association
- Federation of Arameans in Belgium
- Syriac Association of Vienna, in Austria
- Federation of Arameans (Suryoye) in The Netherlands
- Federation of Arameans in Germany
- Federation of Arameans (Syriacs) in Switzerland
- Aramean Association of the United Kingdom

## Namensänderung
2009 diskutierten die Mitgliedsverbände ausführlich verschiedene Optionen für einen neuen Namen und ein neues Logo. Nach einer langen Zeit des Austauschs wurde einstimmig entschieden, dass der „World Council of Arameans (Syriacs)“ der passendste, professionellste und attraktivste Name für diese NGO ist. So wurde aus „Syriac Universal Alliance“ der gegenwärtige „World Council of Arameans (Syriacs)“.
Der Weltverband bestand darauf, den Begriff Syrer beizubehalten, um nach eigener Auffassung die Synonymie von Aramäer und Syrer zu gewährleisten.

## Vereinte Nationen
Seit 1999 ist der Weltverband der Aramäer die einzige aramäischsprachige Nichtregierungsorganisation mit besonderem beratenden Status beim Wirtschafts- und Sozialrat der Vereinten Nationen. Diese privilegierte Position bedeutete, dass der WVA Delegierte zum UN-Hauptquartier in New York (UNHQ) und zu ihren Büros in Wien (UNOV) und Genf (UNOG) entsenden darf.
Seitdem hat die WVA an verschiedenen Konferenzen und Tagungen in diesen Städten teilgenommen, auf denen Menschenrechte, Rechte indigener Völker, Kriminalprävention, Menschenhandel, Drogenkontrolle und mehr auf der internationalen Tagesordnung stehen.

## Präsidenten
Seit bestehen des Weltverband der Aramäer (Syrer), gab es insgesamt sechs Präsidenten. Der sechste Amtsinhaber ist seit dem 10. Oktober 2008 Johny Messo. Der Präsident des Weltverband der Aramäer gilt zugleich auch als offiziöser Präsident des aramäischen Volkes.
| Name             | Amtszeit       | Herkunft                |
| ---------------- | -------------- | ----------------------- |
| Johny Messo      | 2008–bestehend | Niederlande/Deutschland |
| Gabriel Marawgeh | 2000–2008      | Schweden                |
| Habib Afram      | 1999–2000      | Libanon                 |
| Dr. Sami Samani  | 1996–1999      | Vereinigte Staaten      |
| Dr. Aho Hadodo   | 1987–1996      | Schweiz                 |
| Dr. Jean Sharro  | 1983–1987      | Libanon                 |